# Унтервалдхаузен
Унтервалдхаузен (њем. Unterwaldhausen) општина је у њемачкој савезној држави Баден-Виртемберг. Једно је од 39 општинских средишта округа Равенсбург. Према процјени из 2010. у општини је живјело 288 становника. Посједује регионалну шифру (AGS) 8436077.

## Географски и демографски подаци
Унтервалдхаузен се налази у савезној држави Баден-Виртемберг у округу Равенсбург. Општина се налази на надморској висини од 649 метара. Површина општине износи 4,1 km². У самом мјесту је, према процјени из 2010. године, живјело 288 становника. Просјечна густина становништва износи 70 становника/km².